# スナモグリ
スナモグリ（砂潜・学名 Callianassa petalura） は、十脚目・異尾下目・スナモグリ科に分類される甲殻類。日本を含む西太平洋域に広く分布し、沿岸の砂泥底に巣穴を掘って生活することから、その名が付けられた。
外見はエビに似るが、分類学的には独立したグループに属している。現生のスナモグリ属（Callianassa）には複数の種が知られているが、日本に生息する本種 Callianassa petalura は比較的よく知られた代表種である。

## 概説
体色は半透明な白を主とし、背中はオレンジ色っぽい色をしている事がある。全体としてはエビに似た体形を持ち、脚は非常に細長く、特に成体のオスではシオマネキのように第一鋏脚が著しく発達し、体長よりも長くなる。鋏脚は一対だが左右が非対称で、片側のみ極端に肥大化することが多い。頭胸甲（甲羅）はやや楕円形で盛り上がりがあり、若い個体では細かい毛や棘が目立つが、成熟とともに目立たなくなる。複眼は小さく、甲羅の前方に左右対になって配置される。
生息域は、日本・韓国・中国・台湾・フィリピン・オーストラリアなどの沿岸部に及ぶ。特に日本では有明海や瀬戸内海などの干潟に多く分布しており、水深1メートルから20メートル程度の浅い海域に多く見られる。柔らかい砂泥底に深さ50センチメートル前後の巣穴を掘り、内部で生活する。巣穴は単純な構造で、縦に掘られた主坑道と、広がる側坑道からなり、上部には小さな砂丘状の盛り上がりが見られることがある。
食性はデトリタス（有機物粒子）を中心とした雑食性で、巣穴の近くで底質をかき混ぜながら、前脚で砂とともに取り込んだ餌を口元に運び、選別しながら摂食する。こうした摂餌行動も、海底の物質循環に貢献している。
近縁種には、北米西岸に生息する Neotrypaea californiensis や、東アジア沿岸に分布する Neotrypaea harmandi などが知られ、これらも同様に砂泥底での巣穴生活に適応した形態を持つ。スナモグリ属の化石種については、日本各地の堆積層から報告された例があるが、現生種としては Neotrypaea petalura が広く知られている代表的な存在である。

## 利用

### 釣り餌
日本では「ボケ」と言う名で釣りエサとして販売されている事が多い。

### 食用
食用としては一般的では無いが、天ぷらにして食べると美味しいらしくクセがなくエビに似たような味で、サクサクとした感触で絶品だそう。